# Kopalnia Węgla Kamiennego Ludwik w Tenczynku

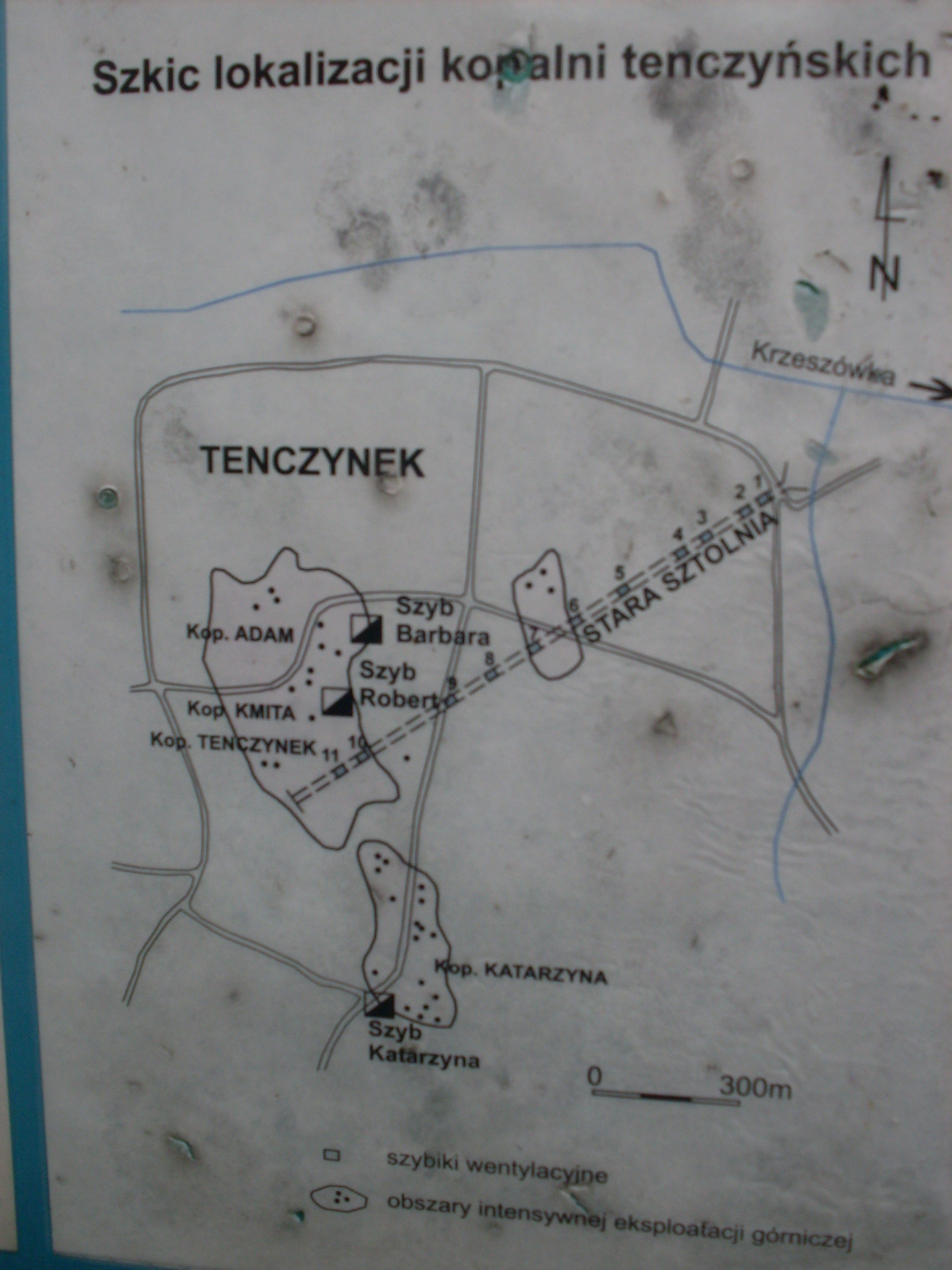
Szkic lokalizacji kopalni tenczyńskich w obrębie kopalni (Szlak Dawnego Górnictwa - Przystanek IX - tablica informacyjna)

Kopalnia Węgla Kamiennego Ludwik – zlikwidowana kopalnia węgla kamiennego w Tenczynku, zlokalizowana koło byłej kopalni Kmita. Nazwa pochodzi od imienia założyciela kopalni w latach 60. XIX wieku, kupca Ludwika Bogackiego. W roku 1950 w wyniku nacjonalizacji byłą kopalnię (pole górnicze) przejęto na własność Państwa.